# بني مهدي (المنيا)
قرية بني مهدى هي إحدي القرى التابعة لمركز المنيا بمحافظة المنيا في جمهورية مصر العربية. حسب إحصاءات سنة 2006، بلغ إجمالي السكان في بني مهدى 5349 نسمة، منهم 2822 رجل و2527 امرأة.